# Henkäys Ikuisuudesta
Henkäys Ikuisuudesta ( "Un souffle du paradis" en finnois) est le premier album solo de Tarja Turunen. 
Il est sorti en 2006.
C'est un album composé de chants de Noël.

## Liste des titres
1. Kuin henkäys ikuisuutta
2. You would have loved this
3. Happy new year (reprise d'ABBA)
4. En etsi valtaa, loistoa
5. Happy Christmas (War is Over) (reprise de John Lennon)
6. Varpunen jouluaamuna
7. Ave Maria
8. The eyes of a child
9. Mökit nukkuu lumiset
10. Jo joutuu ilta
11. Marian poika
12. Magnificat: Quia respexit
13. Walking in the air
14. Jouluyö, juhlayö

### Liens
- Site officiel de l'album
- Blog officiel de l'album
- Site officiel de Tarja